# Interfas
Interfasen är en del av celldelningen. Det är den största delen av cellcykeln, samt den mest varierande. Denna består av 3 delar, och föregås av mitosen då själva celldelningen äger rum:
S-Stegen:
- G1-fas: Dottercellerna växer tills de når samma storlek som modercellen.
- S-fas: Replikationsfasen. DNA-molekylerna "kopieras"/fördubblas. Detta resulterar i två identiska kromatider med varsin DNA-molekyl.
- G2-fas: Cellen försöker reparera alla eventuella skador på sitt DNA och börjar förbereda sig inför nästa mitos.